# Pa Malick Ceesay
Pa Malick Ceesay ist ein gambischer Politiker.

## Leben
| Parlamentswahl | Stimmen | Stimmanteil |
| -------------- | ------- | ----------- |
| 2012           | 3.514   | 72,19 %     |

Pa Malick Ceesay trat bei der Wahl zum Parlament 2012 als Kandidat der Alliance for Patriotic Reorientation and Construction (APRC) im Wahlkreis Lower Saloum in der Janjanbureh Administrative Area an. Mit 72,19 % konnte er den Wahlkreis vor Serign Bandeh Jadama (NRP) für sich gewinnen. Ende April 2015 wurde mit Wirkung zum 11. Mai 2015 Ceesay von der APRC und damit auch aus der Nationalversammlung ausgeschlossen, er wurde zuvor wegen eines Wirtschaftsvergehens angeklagt.
Die IEC setzte für den 6. August 2015 eine Nachwahl für diesen Wahlkreis an.
Im März 2017 schloss sich Ceesay der National Reconciliation Party (NRP) an.
Vor seiner Zeit als Abgeordneter war er für das National Youth Council tätig. Nach dem Verlust des Mandats und nach dem gegen ihn geführten Prozess wurde er ca. 2020 von Minister Bakary Y. Badjie zum stellvertretenden Geschäftsführer des National Youth Council ernannt. Im Dezember 2022 verließ er das Council und wurde Direktor des President′s International Award.

## Ehrungen und Auszeichnungen
- 2010: Member of the Order of the Republic of The Gambia (MRG)[6]